# Puchar Niemiec w piłce nożnej (1937)
Puchar Niemiec w piłce nożnej mężczyzn 1937 lub Puchar Tschammera 1937 – 3. edycja rozgrywek mających na celu wyłonienie zdobywcy Pucharu Niemiec. Trofeum wywalczyło Schalke Gelsenkirchen. Finał został rozegrany na Müngersdorfer Stadion w Kolonii.

## Plan rozgrywek
Rozgrywki szczebla centralnego składały się z 6 części:
- Pierwsza runda: 22 sierpnia–5 września 1937 roku
- Druga runda: 19 września–17 października 1937 roku
- Trzecia runda: 31 października–7 listopada 1937 roku
- Ćwierćfinał: 14 listopada 1937 roku
- Półfinał: 5 grudnia 1937 roku
- Finał: 9 stycznia 1938 roku na Müngersdorfer Stadion w Kolonii

## Pierwsza runda
Mecze zostały rozegrane w okresie 22 sierpnia–5 września 1937 roku.
| Drużyna 1               | Wynik      | Drużyna 2               |
| ----------------------- | ---------- | ----------------------- |
| VfB Sömmerda            | 0:4        | Eintracht Brunszwik     |
| TuRa Bonn               | 4:1        | SV Kassel-Rothenditmold |
| FC St. Pauli            | 0:1        | Rot-Weiß Oberhausen     |
| Kickers Frankenthal     | 1:3        | Schalke Gelsenkirchen   |
| Schwarz-Weiss Wuppertal | 5:1        | SV Dessau 05            |
| VfB Friedberg           | 0:2        | SV Waldhof              |
| VfR Mannheim            | 4:1        | Kickers Offenbach       |
| Ratibor 03              | 2:3        | Polizei Chemnitz        |
| ASV Nürnberg            | 0:1 (dog.) | VfB Stuttgart           |
| Planitzer SC            | 3:1        | Beuthen 09              |
| TuRU Düsseldorf         | 4:7        | Hannover 96             |
| Minerva Berlin          | 0:0 (dog.) | Victoria Hamburg        |
| Schlesien Haynau        | 0:10       | BC Hartha               |
| Wacker Tegel            | 6:0        | Hindenburg Allenstein   |
| Freiburger FC           | 1:3        | Wormatia Worms          |
| SSV Ulm                 | 4:1        | FC Nürnberg             |
| Polizei Lübeck          | 0:1        | Berliner SV             |
| Germania Bochum         | 6:5        | VfR Köln 04             |
| FV Zuffenhausen         | 0:3        | SpVgg Fürth             |
| Rasensport Harburg      | 2:5        | Werder Brema            |
| Borussia Dortmund       | 3:1        | Hamburger SV            |
| Alemannia Plaidt        | 1:3        | Duisburger FV           |
| VfB Mühlburg            | 2:1        | FSV Frankfurt           |
| Dunlop Hanau            | 0:2        | Eimsbütteler TV         |
| SpVgg Sülz              | 2:0        | Eintracht Frankfurt     |
| Tennis Borussia Berlin  | 3:1        | Sperber Hamburg         |
| Bajuwaren München       | 1:4        | Karlsruher FV           |
| Homberger SV            | 0:1        | Holstein Kilonia        |
| BuEV Danzig             | 2:3 (dog.) | Hertha Berlin           |
| Breslauer 06            | [ 1 ]      |                         |
| Dresdner SC             | [ 1 ]      |                         |
| Fortuna Düsseldorf      | [ 1 ]      |                         |

### Mecze powtórzone
| Drużyna 1        | Wynik | Drużyna 2         |
| ---------------- | ----- | ----------------- |
| Victoria Hamburg | 2:0   | Minerva 93 Berlin |

## Druga runda
Mecze zostały rozegrane w okresie 19 września–17 października 1937 roku.
| Drużyna 1              | Wynik      | Drużyna 2               |
| ---------------------- | ---------- | ----------------------- |
| Eintracht Brunszwik    | 2:0        | TuRa Bonn               |
| Schalke Gelsenkirchen  | 2:1        | Rot-Weiss Oberhausen    |
| Waldhof Mannheim       | 3:0        | Schwarz-Weiss Wuppertal |
| Polizei Chemnitz       | 5:2        | VfR Mannheim            |
| VfB Stuttgart          | 2:0        | SC Planitz              |
| Hannover 96            | 3:2        | Victoria Hamburg        |
| BC Hartha              | 2:1        | Wacker Tegel            |
| Wormatia Worms         | 4:1        | SSV Ulm                 |
| Berliner SV            | 3:0        | Germania Bochum         |
| SpVgg Fürth            | 7:1        | Breslauer FV            |
| Werder Brema           | 3:4 (dog.) | Borussia Dortmund       |
| Duisburger FV          | 1:0        | VfB Mühlburg            |
| Eimsbütteler TV        | 2:0        | SpVgg Sülz              |
| Tennis-Borussia Berlin | 3:4 (dog.) | Dresdner SC             |
| Karlsruher FV          | 0:2        | Fortuna Düsseldorf      |
| Holstein Kilonia       | 5:3        | Hertha Berlin           |

## Trzecia runda
Mecze zostały rozegrane w okresie 31 października–7 listopada 1937 roku.
| Drużyna 1           | Wynik      | Drużyna 2             |
| ------------------- | ---------- | --------------------- |
| Eintracht Brunszwik | 0:1 (dog.) | Schalke Gelsenkirchen |
| Waldhof Mannheim    | 2:0        | Polizei Chemnitz      |
| VfB Stuttgart       | 2:1        | Hannover 96           |
| BC Hartha           | 4:2        | Wormatia Worms        |
| Berliner SV         | 1:0        | SpVgg Fürth           |
| Borussia Dortmund   | 1:1 (dog.) | Duisburger FV         |
| Dresdner SC         | 3:0        | Eimsbütteler TV       |
| Fortuna Düsseldorf  | 2:1        | Holstein Kilonia      |

### Mecze powtórzone
| Drużyna 1     | Wynik | Drużyna 2         |
| ------------- | ----- | ----------------- |
| Duisburger FV | 1:3   | Borussia Dortmund |

## Ćwierćfinały
Mecze zostały rozegrane 14 listopada 1937 roku.
| Drużyna 1             | Wynik | Drużyna 2         |
| --------------------- | ----- | ----------------- |
| Schalke Gelsenkirchen | 3:1   | Berliner SV       |
| Waldhof Mannheim      | 4:3   | Borussia Dortmund |
| Dresdner SC           | 3:1   | VfB Stuttgart     |
| Fortuna Düsseldorf    | 4:1   | BC Hartha         |

## Półfinały
Mecze zostały rozegrane 5 grudnia 1937 roku.
| Drużyna 1             | Wynik | Drużyna 2        |
| --------------------- | ----- | ---------------- |
| Schalke Gelsenkirchen | 2:1   | Waldhof Mannheim |
| Fortuna Düsseldorf    | 5:2   | Dresdner SC      |

## Finał
| 9 stycznia 1938 | Schalke Gelsenkirchen · Kalwitzki 46' · Szepan 47' | 2:10:0Raport | Fortuna Düsseldorf · 83' (k.) Janes | Müngersdorfer Stadion, Kolonia Widzów: 72 000 Sędzia: Hans Grabler (Ratyzbona) |
|                 |                                                    |              |                                     |                                                                                |

| SCHALKE GELSENKIRCHEN: |   |                 |
|                        |   |                 |
| BR                     | 1 | Hans Klodt      |
| OB                     |   | Ernst Sontow    |
| OB                     |   | Hans Bornemann  |
| PO                     |   | Rudi Gellesch   |
| PO                     |   | Otto Tibulski   |
| PO                     |   | Walter Berg     |
| NA                     |   | Ernst Kalwitzki |
| NA                     |   | Fritz Szepan    |
| NA                     |   | Ernst Poertgen  |
| NA                     |   | Ernst Kuzorra   |
| NA                     |   | Adolf Urban     |
| Trener:                |   |                 |
| Hans Schmidt           |   |                 |

| FORTUNA DÜSSELDORF: |   |                      |
|                     |   |                      |
| BR                  | 1 | Willi Pesch          |
| OB                  |   | Paul Janes           |
| OB                  |   | Bernhard Kluth       |
| PO                  |   | Paul Mehl            |
| PO                  |   | Jakob Bender         |
| PO                  |   | Edmund Czaika        |
| NA                  |   | Ernst Albrecht       |
| NA                  |   | Willi Wigold         |
| NA                  |   | Hans Heibach         |
| NA                  |   | Felix Zwolanowski    |
| NA                  |   | Stanislaus Kobierski |
| Trener:             |   |                      |
| Karl Flink          |   |                      |

| Puchar Niemiec w piłce nożnej 1937 Zwycięzcy |
| -------------------------------------------- |
| Schalke Gelsenkirchen 1. Tytuł               |

## Statystyki
Najlepsi strzelcy
| Piłkarz        | Gole | Zespół            |
| -------------- | ---- | ----------------- |
| Kurt Männer    | 7    | BC Hartha         |
| Erwin Helmchen | 6    | Polizei Chemnitz  |
| August Lenz    | 6    | Borussia Dortmund |
| Helmut Schön   | 5    | Dresdner SC       |
| Otto Siffling  | 5    | Waldhof Mannheim  |
| Fritz Wente    | 5    | Hannover 96       |